# 潘學曾
潘學曾，字省予，陕西西安府華州軍籍，明朝政治人物，同進士出身。

## 生平
万历四十年（1612年）壬子科舉人，四十一年（1613年）癸丑科成进士，四十二年謁選授四川保宁府推官，讯狱剖决如流，一時有神君之謡。值四十四年丙辰回贼流劫，郡邑患之，諸藩臬大夫倚公監軍督饷，公拮据矢石間，指授方略，遂獲渠魁，两川胥寧宇焉。當事者方以功上奏，而竟以積瘁卒。 